# 罗中站
罗中站，位于中华人民共和国新疆巴音郭楞蒙古自治州罗布泊镇，于2013年11月21日通车，是哈罗铁路的一个车站。

## 歷史沿革
车站以货运业务为主，每五日有一班通勤列车 。罗中站共有18座建筑，建筑面积5803平方米，距离罗布泊镇15公里。车站主要服务于由国家开发投资公司控股的国投新疆罗布泊钾盐有限责任公司。
中铁第一勘察设计院集团有限公司负责车站设计，中铁十四局集团有限公司负责车站施工。